# Wolfgang Rösser

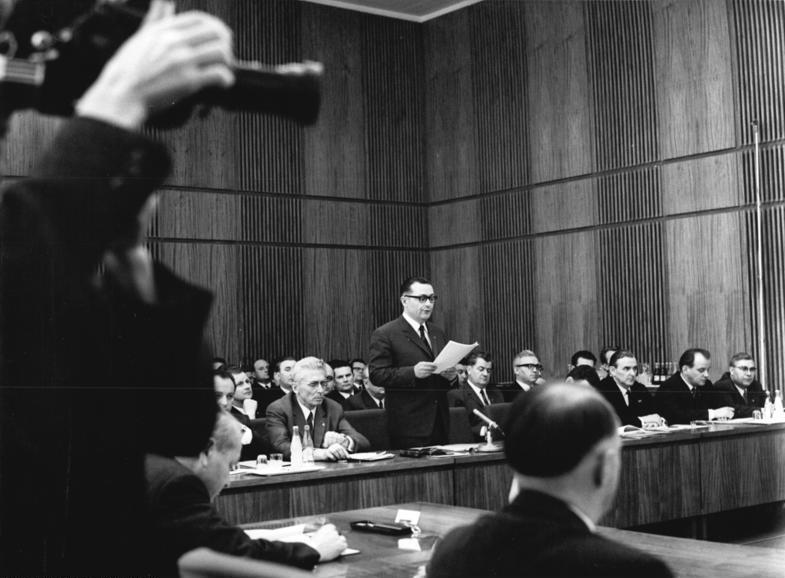
24. Sitzung des Staatsrates der DDR vom 16. April 1970 in Berlin. (Von links nach rechts) Siegfried Böhm, Herbert Fechner, Fritz Scharfenstein (stehend), Günter Sieber, Wolfgang Rösser.

Wolfgang Rösser (geboren am 16. März 1914 in Berlin; gestorben am 14. Mai 2007 in Zeuthen bei Berlin) war ein deutscher NDPD-Funktionär und Abgeordneter der Volkskammer.

## Leben
Wolfgang Rösser wurde als Sohn eines Klavierlehrers in Berlin geboren. Er besuchte das Reform-Realgymnasium in Berlin. Er lernte den Beruf eines Versicherungskaufmanns (1934–1937). Anschließend war er bei der Wehrmacht. 1944 geriet er als Major in sowjetische Kriegsgefangenschaft, besuchte eine Antifa-Schule und übte dort auch eine Lehrtätigkeit aus. 1949 wurde er aus der Kriegsgefangenschaft entlassen.
1950 trat Rösser der NDPD bei und war als hauptamtlicher Mitarbeiter beim Parteivorstand tätig. Von 1950 bis 1952 war er Rektor der Hochschule für Nationale Politik (Zentrale Parteischule der NDPD) in Waldsieversdorf. Sein Vorgänger war Max Schneider. Von 1951 bis 1954 absolvierte er ein Fernstudium an der DASR mit dem Abschluss als Diplom-Staatswissenschaftler. Von 1950 bis Januar 1990 war er Mitglied im Hauptausschuss der NDPD, von 1952 bis 1989 auch Mitglied des Parteivorstandes bzw. Präsidiums der NDPD.
Von 1950 bis 1986 war er Abgeordneter der Volkskammer. Hier war er von 1954 bis 1958 stellvertretender Vorsitzender der Fraktion. 1958 folgte er Heinrich Homann als Fraktionsvorsitzender nach. Außerdem war er Mitglied des Präsidiums der Volkskammer. Von 1963 bis 1982 übte er die Funktion des Sekretärs des Hauptausschusses der NDPD aus. 1982 wurde er Rentner, war aber von 1982 bis 1987 ehrenamtliches Mitglied des Sekretariats des Hauptausschusses. Von 1982 bis 1989 war er ehrenamtlicher Vorsitzender der Parteikontrollkommission als Nachfolger von Ilse Rodenberg. Am 28. März 1990 trat die NDPD kooperativ dem Bund Freier Demokraten bei. Dann trat er der FDP bei. Wolfgang Rösser starb 2007 in Zeuthen.

## Ehrungen
- 1956 Vaterländischer Verdienstorden in Silber
- 1974 Vaterländischer Verdienstorden in Gold

## Schriften
- mit Siegfried Dallmann (Redaktion): Lehren des nationalen Befreiungskampfes 1806 bis 1815. Verlag der Nation, Berlin 1953.
- Probleme und Fragen des städtischen Mittelstandes und der ehemaligen Mitglieder der NSDAP, Offiziere und Berufssoldaten. Verlag der Nation, Berlin 1956. (= National-Demokratische Schriftenreihe. Heft 27)[1]
- Du und dein sozialistischer Staat. Kongreß-Verlag, Berlin 1959.
- Nationale Offensive und wir nationale Demokraten. Referat und Bericht des Parteivorstandes auf der 12. Tagung des Hauptausschusses am 14. und 15. Juni 1966 in Berlin. Beilage zu Der nationale Demokrat. Berlin 1966.

## Archivalien
- Bundesarchiv: Vorsitzende der Volkskammer-Fraktion der NDPD. Signatur: DY 16/2209.
  - 1958–1963 Wolfgang Rösser
  - 1963–1967 Wolfgang Rösser
- Bundesarchiv: Vorsitzender der Parteikontrollkommission der NDPD.
  - (?)1982–1987 Wolfgang Rösser
  - 1987–1990 Wolfgang Rösser
- Bundesarchiv: Zentrale Parteitage der NDPD
  - Erster Parteitag: 23. bis 25. Juni 1949
  - Zweiter Parteitag: 15. bis 18. Juni 1950
  - Dritter Parteitag: 16. bis 18. Juni 1951
  - Vierter Parteitag: 16. bis 19. Juni 1952
  - Fünfter Parteitag: 16. bis 18. Oktober 1953
  - Sechster Parteitag: 15. bis 17. September 1955
  - Siebenter Parteitag: 22. bis 24. Mai 1958
  - Achter Parteitag: 25. bis 27. Mai 1963
  - Neunter Parteitag: 21. bis 23. September 1967
  - Zehnter Parteitag: 19. bis 21. April 1972
  - Elfter Parteitag: 21. bis 23. April 1977
  - Zwölfter Parteitag: 22. bis 24. April 1982
  - Dreizehnter Parteitag: 7. bis 9. Mai 1987
  - Vierzehnter Parteitag: 20. bis 21. Januar und 11. Februar 1990
- Bundesarchiv: Zentrale Mitarbeiterkonferenzen
  - Zweite Zentrale Mitarbeiterkonferenz 30. / 31. August 1954 in Weimar
  - Dritte Zentrale Mitarbeiterkonferenz 23. 25. April 1956 in Weimar
  - Vierte Zentrale Mitarbeiterkonferenz 3. / 4. Mai 1957 in Leipzig
  - Außerordentliche Mitarbeiterberatung des Sekretariats des Hauptausschusses 25. Juni 1975
  - Zentrale Mitarbeiterberatung 10. September 1981